# Les Angles (Altos Pirenéus)
Les Angles (Els Angles em catalão capcirés) é uma comuna francesa na região administrativa de Occitânia, no departamento dos Altos Pirenéus. Estende-se por uma área de 3,1 km². Em 2010 a comuna tinha 133 habitantes (densidade: 42,9 hab./km²).